# Joan Leslie
Joan Agnes Theresa Sadie Brodel (Detroit, Michigan, 26 de gener de 1925 - Los Angeles, Califòrnia 12 d'octubre de 2015), coneguda professionalment com a Joan Leslie, va ser una actriu estatunidenca.

## Biografia
Nascuda a Detroit (Michigan), Joan Leslie va començar a actuar als tres anys amb les seves dues germanes en espectacles de varietats. Va aterrar a Hollywood quan era una adolescent, actuant amb el seu nom real: es va estrenar amb la pel·lícula  Camille, que a Espanya es va titular Margarita Gautier, fent un paper al costat de Greta Garbo i Robert Taylor. Als 18 anys va ser parella protagonista de Fred Astaire a  The Sky's the Limit , el 1943. El 1946, els exhibidors la van votar com la millor promesa "star of tomorrow"
El març de 1950 es va casar amb l'obstetre Dr. William Caldwell i, a continuació, es va dedicar gairebé exclusivament a la televisió i al seu paper com a mare de dues bessones, Patrice i Ellen, nascudes el gener de 1951. El seu últim paper al cinema va ser a  The Revolt of Mamie Stover , al costat de Jane Russell, el 1956. També va aparèixer en alguns anuncis de televisió i algunes sèries de televisió com  S'ha escrit un crim  i  Els Àngels de Charlie . Es va retirar el 1991.

## Filmografia
- 1936: Camille: Marie Jeanette
- 1938: Men with Wings: Patricia
- 1939: Cita d'amor (Love Affair): Una caçadora d'autògrafs
- 1939: Winter Carnival: Betsy Phillips
- 1939: Two Thoroughbreds: Wendy Conway
- 1940: Laddie: Shelley Stanton
- 1940: High School, de George Nichols Jr.: Patsy
- 1940: Young as You Feel: Noia
- 1940: Star Dust : Noia
- 1940: Susan and God: Convidada a la festa
- 1940: Military Academy: Marjorie Blake
- 1940: Enviat especial (Foreign Correspondent): germana de Jones
- 1940: Alice in Movieland: Alice Purdee
- 1941: L'últim refugi (High Sierra): Velma Baughmam
- 1941: The Great Mr. Nobody: Mary Clover
- 1941: The Wagons Roll at Night: Mary Coster
- 1941: Thieves Fall Out: Mary Matthews
- 1941: El sergent York (Sergeant York): Gracie Williams
- 1941: Nine Lives Are Not Enough: Recepcionista
- 1942: The Male Animal: Patricia Stanley
- 1942: Yankee Doodle Dandy: Mary Cohan
- 1943: The Hard Way: Katherine 'Katie' Chernen Blaine Runkel
- 1943: The Sky's the Limit: Joan Manion
- 1943: Això és l'exèrcit (This Is the Army): Eileen Dibble
- 1943: Thank Your Lucky Stars: Pat Dixon
- 1944: Hollywood Canteen: Joan Leslie (ella mateixa)
- 1945: Where Do We Go from Here?: Sally Smith / Prudence / Katrina
- 1945: Rhapsody in Blue: Julie Adams
- 1945: Too Young to Know: Sally Sawyer
- 1946: Cinderella Jones: Judy Jones
- 1946: Janie Gets Married: Janie Conway
- 1946: Two Guys from Milwaukee: Connie Reed
- 1947: Repeat Performance: Sheila Page
- 1948: Northwest Stampede: Christine 'Honey' Johnson
- 1950: The Skipper Surprised His Wife: Daphne Lattimer
- 1950: Nascuda per al mal (Born to Be Bad): Donna Foster
- 1951: Lluita a mort (Man in the Saddle): Laurie Bidwell
- 1952: Hellgate: Ellen Hanley
- 1952: Toughest Man in Arizona: Mary Kimber
- 1953: La dona que gairebé linxen (Woman They Almost Lynched): Sally Maris
- 1953: Flight Nurse: Tinent Polly Davis
- 1954: Jubilee Trail: Garnet Hale
- 1954: Hell's Outpost: Sarah Moffit
- 1956: The Revolt of Mamie Stover: Annalee Johnson
- 1976: The Keegans (TV): Mary Keegan
- 1986: Charley Hannah (TV): Sandy Hannah
- 1989: Turn Back the Clock (TV): Convidada a la festa
- 1991: Fire in the Dark (TV): Ruthie